# Weihermühle (Mindelheim)
Weihermühle ist ein Ortsteil der oberschwäbischen Stadt Mindelheim im Landkreis Unterallgäu und war Teilort der ehemals selbstständigen Gemeinde Gernstall.

## Geographie
Der Einödhof Weihermühle liegt westlich des Unggenrieder Weihers und nördlich von Unggenried. Von Mindelheim aus liegt er etwa zwei Kilometer westlich und ist über die B 18 an die Stadt angeschlossen.

## Geschichte
Erstmals ist die Mühle im Jahre 1616 urkundlich fassbar. Bei einem Dammbruch in den Jahren 1808/1809 wurde die halbe Mühle durch die Wasserströmung mitgerissen, wobei der Sohn des Müllers ertrank. Die Mühle wurde später wieder aufgebaut. Heute befindet sich dort die Schreinerei Sturm.